# Бускістар
Бускістар (ісп. Busquístar) — муніципалітет в Іспанії, у складі автономної спільноти Андалусія, у провінції Гранада. Населення — 268 осіб (2021).
Муніципалітет розташований на відстані близько 390 км на південь від Мадрида, 37 км на південний схід від Гранади.
На території муніципалітету розташовані такі населені пункти: (дані про населення за 2010 рік)
- Бускістар: 276 осіб
- Лос-Кабальєрос: 6 осіб
- Лос-Льянос: 16 осіб

## Демографія
Динаміка населення (INE ):

## Галерея зображень

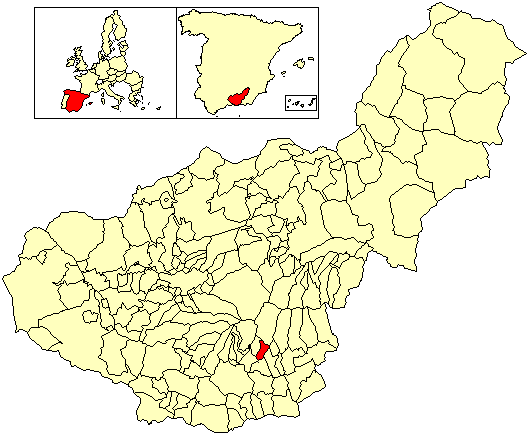
Розташування муніципалітету у провінції Гранада
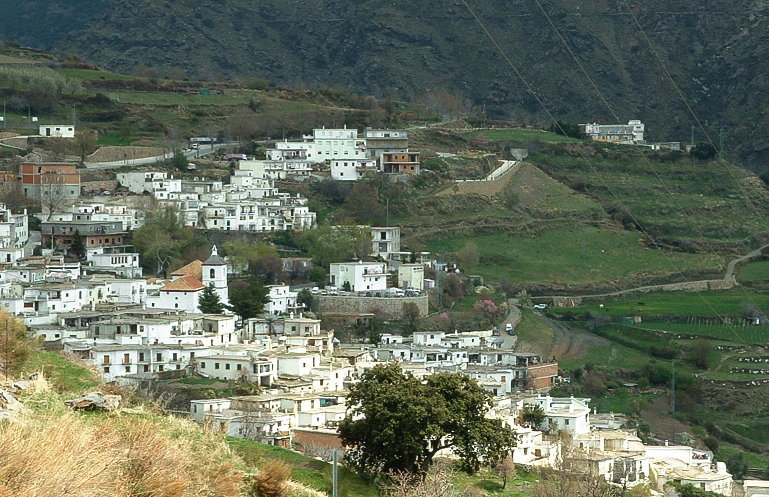
Бускістар